# Würzer
Le würzer  est un cépage de cuve allemand de raisins blancs.

## Origine et répartition géographique
Le cépage est une obtention de Georg Scheu dans l'institut Landesanstalt für Rebenzüchtung à Alzey. L'origine génétique est vérifiée et c'est un croisement des cépages gewurztraminer x  müller-thurgau réalisé en 1932. Le cépage est autorisé dans de nombreux Länder en Allemagne. La superficie plantée est en régression passant de 121 hectares en 1994 à 97 hectares en 2001. En Belgique, il est autorisé pour les AOCs flamandes Hageland  et Haspengouw .

## Caractères ampélographiques
- Extrémité du jeune rameau cotonneux blanc
- Feuilles adultes, à 5 lobes, avec un sinus pétiolaire elliptique, étroit, dents ogivales et moyennes.

## Aptitudes culturales
La maturité est de première époque tardive: 5 - 6  jours après  le chasselas.

## Potentiel technologique
Les grappes sont moyennes et les baies sont de taille moyenne. La grappe est cylindrique et moyennement compacte. Le cépage est de bonne vigueur et fertile. Il est légèrement sensible à la pourriture grise. Le cépage donne des vins blanc très aromatique. En vendange tardive, la qualité des vins est élevée.

## Synonymes
Le würzer  est connu sous le sigle AZ 10.487